# Barocco leccese

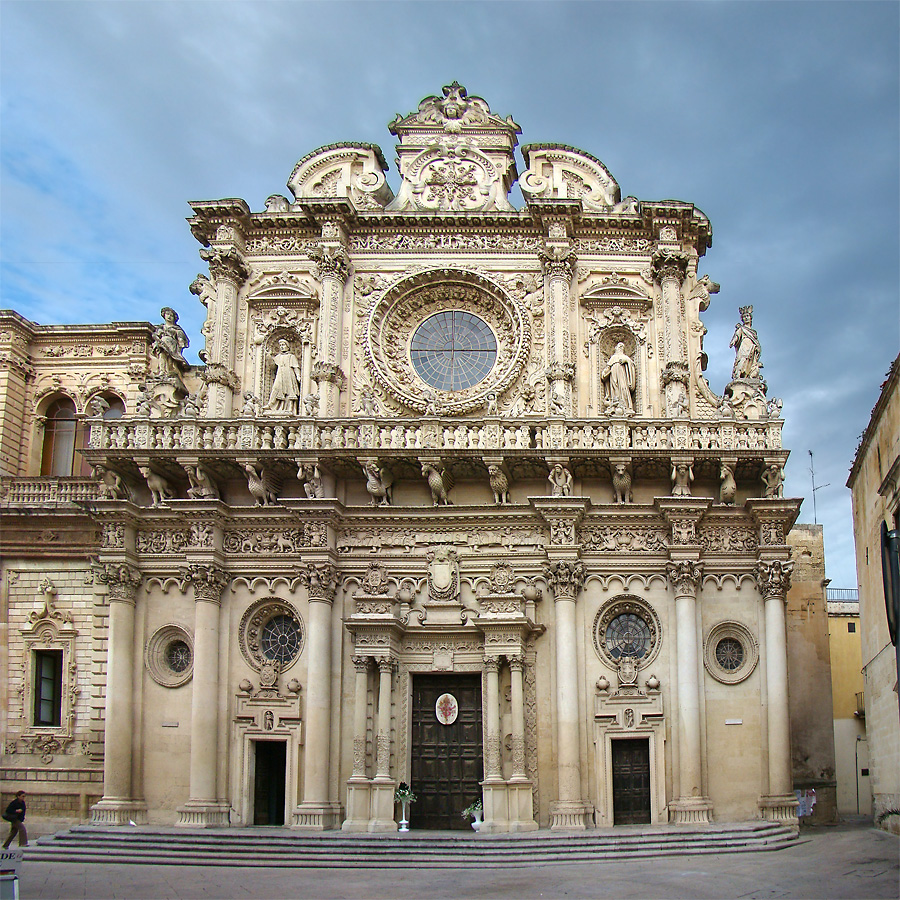
Lecce, basilica di Santa Croce

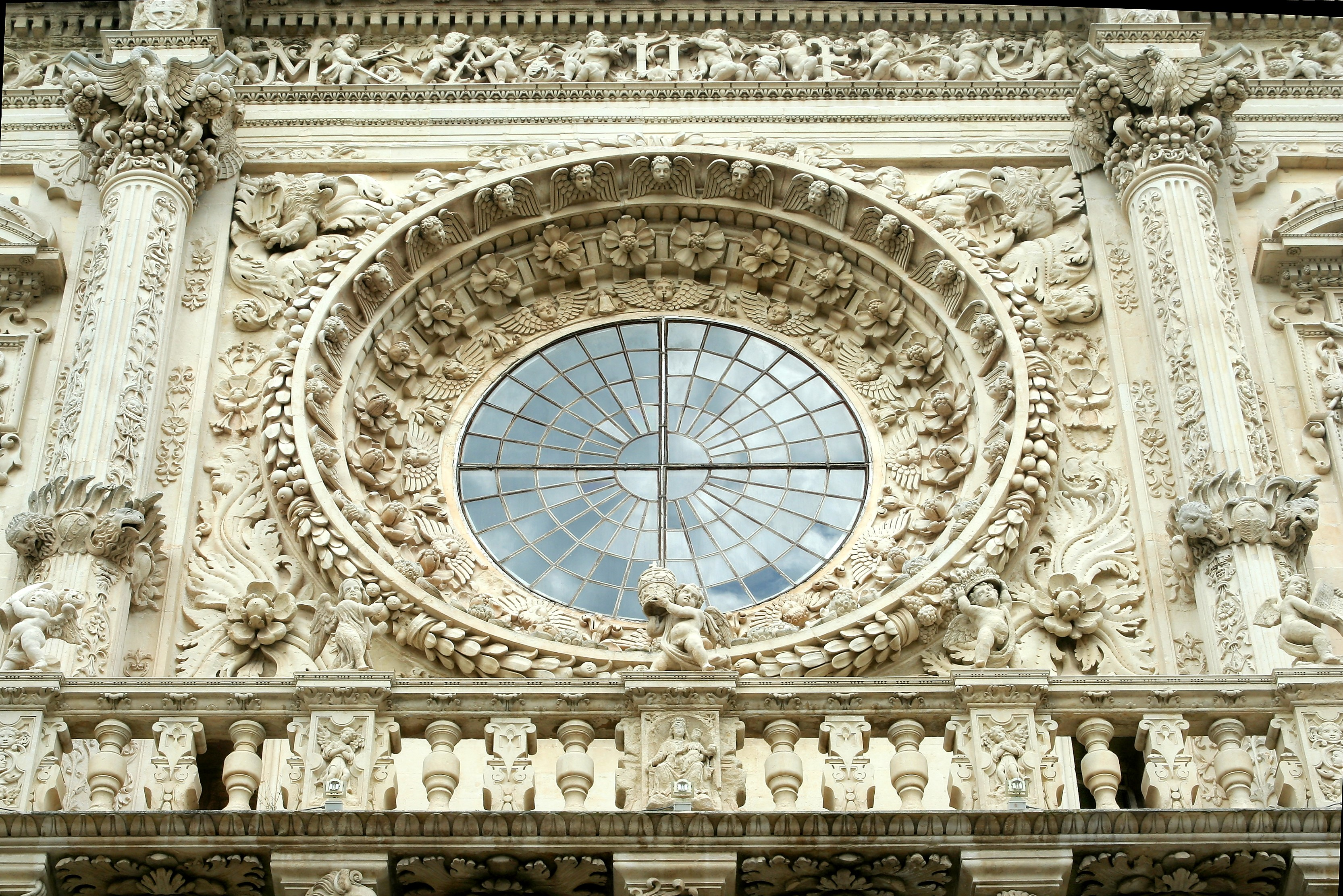
Dettaglio del rosone della basilica di Santa Croce, Lecce

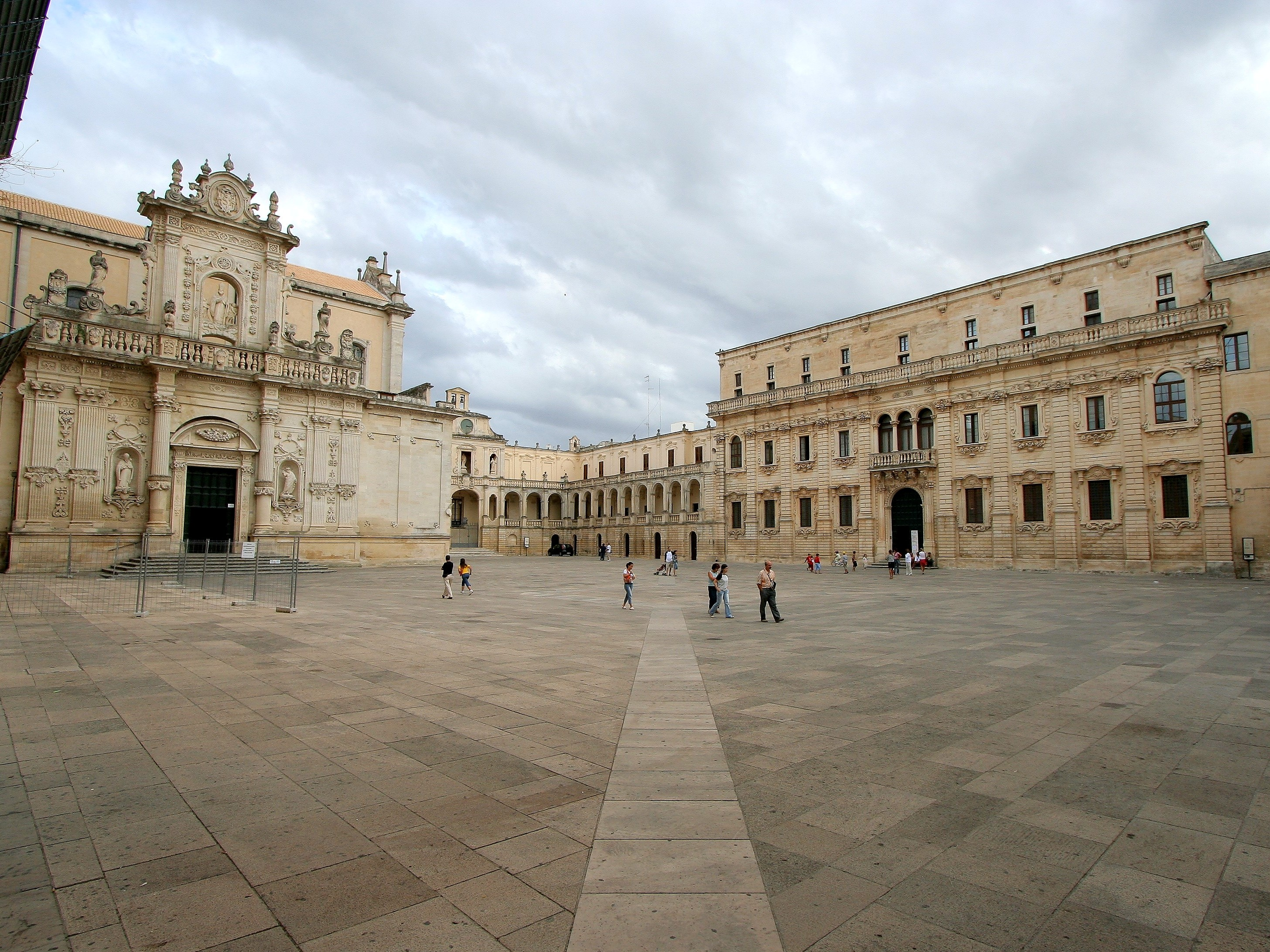
Facciata laterale del Duomo di Lecce

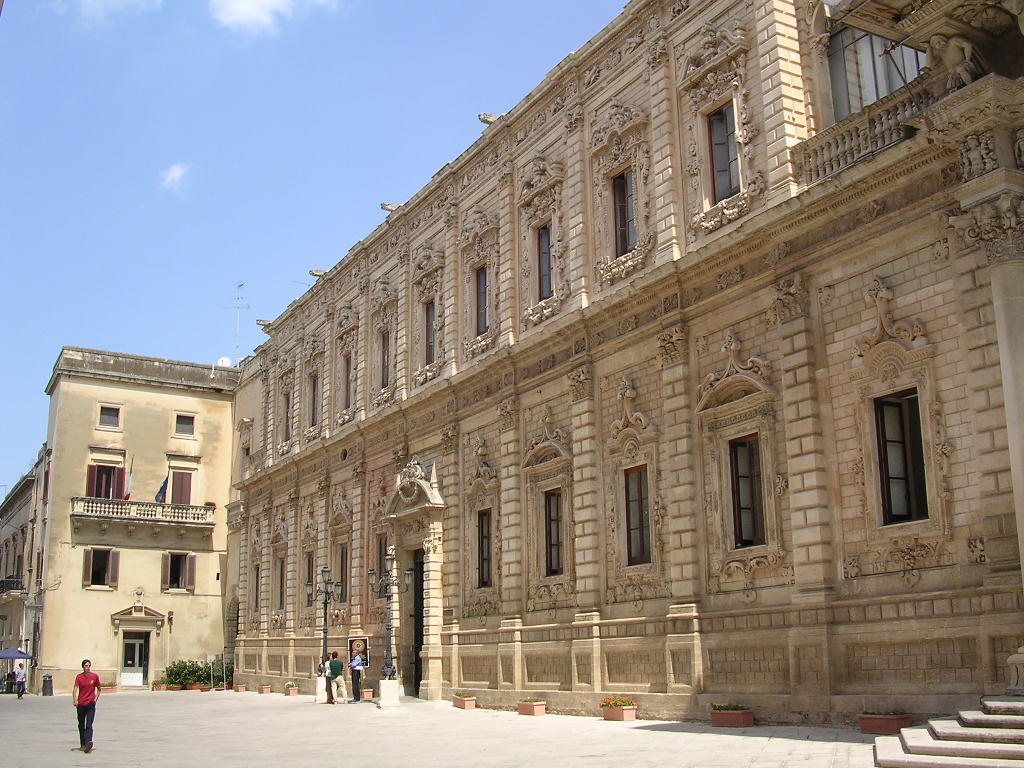
Palazzo dei Celestini, Lecce

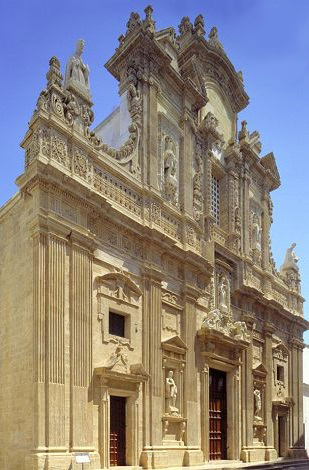
Facciata della basilica concattedrale di Sant'Agata di Gallipoli

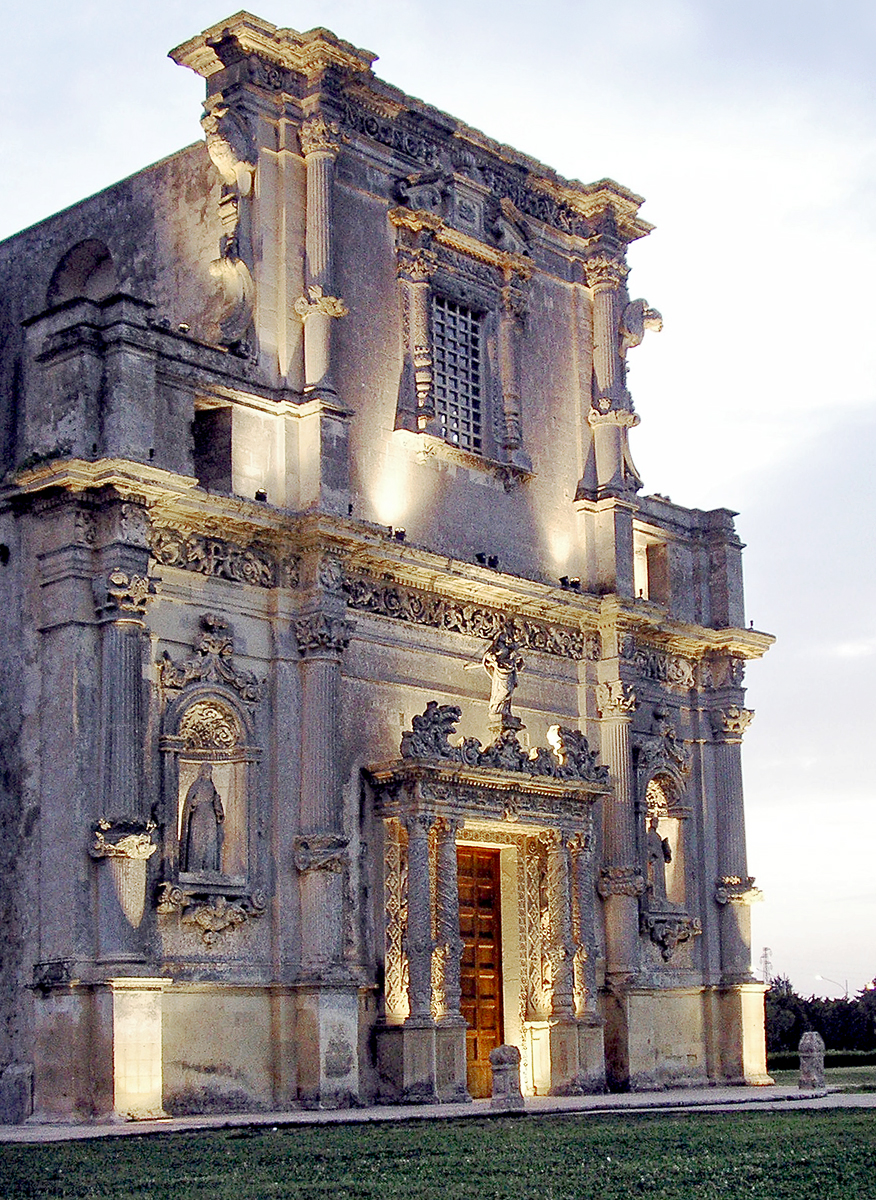
Chiesa del Carmine a Melpignano

Il barocco leccese è una forma artistica e architettonica sviluppatasi tra la fine del XVI secolo e la prima metà del XVIII secolo in modo particolare a Lecce e nel resto del Salento; è riconoscibile per le sue sgargianti decorazioni che caratterizzano i rivestimenti degli edifici.
Lo stile, influenzato dal plateresco spagnolo, si diffuse nel Salento dalla metà del Seicento grazie all'opera di architetti locali come Giuseppe Zimbalo (1617-1710) e Giuseppe Cino (1644-1722).

## Avvento del Barocco a Lecce e caratteristiche
Durante il Seicento con la dominazione spagnola, che si affermò su quella aragonese, l'arte assunse nuove forme e si abbandonò l'antica forma classica. Il nuovo stile aveva lo scopo di sorprendere e di stimolare l'immaginazione e la fantasia.
La fioritura dell'arte barocca a Lecce avvenne a partire dal 1571, quando, con la battaglia di Lepanto, fu definitivamente allontanata la minaccia delle incursioni da parte dei turchi. Questa corrente artistica esplose nelle sue caratteristiche più rilevanti solo nella seconda metà del XVII e perdurò per buona parte del Settecento. Essa si diffuse in tutta la provincia favorita oltre che dal contesto storico, anche dalla qualità della pietra locale impiegata; la pietra leccese, un calcare tenero e compatto dai toni caldi e dorati adatto alla lavorazione con lo scalpellino.
Lecce, che fino alla fine del Cinquecento costituiva una città fortificata raccolta attorno alla mole severa del Castello di Carlo V, conobbe pertanto un periodo di intenso sviluppo. Fu dalle autorità religiose, a cominciare dal vescovo Luigi Pappacoda, che giunse un impulso fortissimo alla costruzione degli edifici e dei monumenti che, nell'arco di quasi duecento anni, plasmarono l'immagine della città.
Il nuovo stile, in un primo momento, interessò solo gli edifici sacri e nobili, ma successivamente le esuberanze barocche, i motivi floreali, le figure, gli animali mitologici, i fregi e gli stemmi trionfano anche nell'architettura privata, sulle facciate, sui balconi e sui portali degli edifici.
Nel riadattare le chiese alle nuove liturgie post-tridentine, molti edifici di costruzione medievale furono "rinnovati", mediante abbellimenti con stucchi, marmi e decorazioni varie, che fecero assumere a queste l'aspetto di chiese barocche.
Alla nascita ed allo sviluppo del barocco leccese contribuirono vari fattori: un periodo di pace e stabilità politica, la presenza in città provincia di ordini religiosi della Controriforma, una mentalità ed un gusto "spagnolo". La ricchezza di elementi decorativi agricoli e floreali è metafora naturalistica e solare della "grazia di Dio".Tra i frutti più ricorrenti si incontrano la pigna, simbolo di fertilità e di abbondanza; la mela, simbolo della tentazione ma anche della redenzione; la melagrana, simbolo della Resurrezione, della Chiesa (i semi sono i fedeli), della fertilità; la vite, attributo di Cristo, simbolo eucaristico, sangue di Cristo nella sua passione.

## Gli architetti del Barocco leccese
Lecce insieme con il Salento fu arricchita di edifici e palazzi barocchi, grazie al talento di architetti locali come Giuseppe Zimbalo, Giuseppe Cino, Gabriele Riccardi, Francesco Antonio Zimbalo, Gustavo Zimbalo, Cesare Penna, Mauro Manieri ed Emanuele Manieri (Lecce, 1714 – ivi, 1780).

## Esempi di Barocco leccese
Le opere più importanti del Barocco, a Lecce, sono la basilica di Santa Croce (1548-1646) e il vicino Palazzo del Governo, del Seicento; la scenografica piazza del Duomo su cui si affacciano il Duomo (1659-1670) e il Seminario (1694-1709), nel cui cortile è conservato un pozzo dalla ricca ornamentazione scultorea, opera di Giuseppe Cino e le chiese di Santa Irene, Santa Chiara, San Matteo; la basilica di San Giovanni Battista al Rosario, opera tarda di Giuseppe Zimbalo ma terminata da Giulio Cesare Penna il Giovane (1691-1718), con l'impressionante balaustra adornata da trofei di fiori; la settecentesca chiesa del Carmine di Giuseppe Cino (1711-1733).
Altri monumenti barocchi della città sono la chiesa del Gesù (di stile più romano che propriamente leccese), la chiesa delle Alcantarine e Palazzo Marrese.
A Gallipoli nel centro storico, si ricorda la basilica concattedrale di Sant'Agata, il cui prospetto, riccamente decorato, è caratterizzato da nicchie contenenti statue e busti di santi. L'interno, a pianta a croce latina a tre navate, ospita pregevoli altari barocchi, tra cui l'altare maggiore di Cosimo Fanzago.
A Barletta merita una menzione speciale il Palazzo della Marra, unico esempio di Barocco Leccese riscontrabile in un'area non leccese o, più in generale, non salentina.
I lavori di decorazione furono eseguiti da Cesare Penna.

### Negli altri centri
- Basilica della Madonna delle Nevi di Copertino
- Chiesa Madre di Casarano
- Chiesa di San Domenico di Ceglie Messapica.
- Chiesa Madre di Francavilla Fontana
- Chiesa di Maria Santissima della Croce a Francavilla Fontana
- Chiesa del Crocifisso a Galatone
- Monastero delle Carmelitane Scalze a Gallipoli
- Basilica di San Martino a Martina Franca
- Chiesa di San Domenico a Martina Franca
- Altare della Natività della Vergine della chiesa di San Gaetano di Bitonto
- Chiesa della Madonna del ponte ad Avetrana
- Altari delle cappelle della chiesa del convento di Maruggio
- Ex Convento degli Agostiniani a Melpignano
- Chiesa Madre di Muro Leccese
- Guglia dell'Immacolata a Nardò
- Palazzo dell'Università a Nardò
- Chiesa di San Vito Martire (Oggi Museo di civiltà preclassiche della Murgia meridionale) di Ostuni
- Chiesa Madre di San Salvatore di Poggiardo
- Palazzo ducale di San Cesario di Lecce
- Chiesa di Maria SS. Assunta di Sternatia

## Proposta di inserimento come patrimonio dell'UNESCO
L'importanza del barocco leccese e del barocco a Gallipoli è dimostrata dal fatto che esso è stato inserito nelle "Tentative lists" dell'UNESCO, in attesa che UNESCO decida che le città salentine entrino a far parte del Patrimonio dell'umanità.